# Gustav Bredemann
Gustav Bredemann (ur. 15 czerwca 1880 w Königswartha, zm. 20 listopada 1960 w Hamburgu) – niemiecki profesor botaniki i nauk rolniczych. Był pionierem badań nad walorami użytkowymi pokrzyw zwyczajnych.

## Życiorys
Bredemann studiował od 1903 nauki przyrodnicze na Uniwersytecie w Marburgu i tam otrzymał doktorat w 1908 za pracę z bakteriologii. Pracował w rolniczej stacji doświadczalnej, która w 1910 została przeniesiona do Kassel-Harleshausen. W 1913 roku został specjalistą ds. rolnictwa w Cesarskim Urzędzie Kolonialnym i wyjechał do Rabaul (Nowa Gwinea Niemiecka), gdzie był odpowiedzialny za ogród botaniczny. W latach 1916–1918 pracował jako członek komisji walczącej z plagą szarańczy w Anatolii, Syrii i Mezopotamii.
W latach 1919–1920 Bredemann był kierownikiem centrum badań roślin włóknistych w Berlinie. Od 1921 roku pełnił funkcję dyrektora i profesora w Instytucie Hodowli Roślin (później Wydziału Rolniczego i Hodowli Roślin) w pruskim instytucie badawczym rolnictwa w Landsbergu (obecnie Gorzów Wielkopolski). Tutaj zajmował się problemami agrotechnicznymi uprawy konopi, a później kukurydzy we wschodnich Niemczech. Od 1927 do 1950 roku był dyrektorem Państwowego Instytutu Botaniki Stosowanej w Hamburgu. W tym czasie prowadził na Uniwersytecie w Hamburgu wykłady nt. rolnictwa w świecie.
W czasach narodowego socjalizmu był jednym z sygnatariuszy popierającego Adolfa Hitlera wystąpienia naukowców niemieckich. W 1934 został wiceprezesem Narodowosocjalistycznego Krajowego Związku Nauczycieli.

## Działalność naukowa
Jednym z obszarów badawczych Bredemanna był wpływ zanieczyszczeń na rośliny. W 1932 był współautorem monograficznego opracowania w tym zakresie. W 1951 opisał kompleksowo wpływ zanieczyszczeń fluorem na biochemię i fizjologię roślin.
Inny obszar działalności stanowiły wieloletnie badania nad hodowlą pokrzyw zwyczajnych mająca na celu uzyskanie odmian o podwyższonej zawartości włókien. Wyhodował rośliny o trzykrotnie większej niż przeciętnie zawartości błonnika. Swoje doświadczenia w tym zakresie podsumował w monografii w 1959.
Bredemann był współredaktorem czasopisma Landwirtschaftliche Forschung. Był aktywnym członkiem niemieckiego stowarzyszenia zrzeszającego naukowców zajmujących się naukami rolniczymi Verbandes Deutscher Landwirtschaftlicher Untersuchungs- und Forschungsanstalten (VDLUFA). Od 1950 r. był honorowym członkiem tego stowarzyszenia.

## Ważniejsze publikacje
- Referat über die Erfahrungen im feldmäßigen Nesselbau und über neuere Forschungen auf dem Gebiete der Nesselkultur und der Nesselzüchtung. Verlag der Nessel-Anbau-Gesellschaft Berlin 1920.
- Die Züchtung des Flachses. W: Der Flachs als Faser- und Ölpflanze. (Red.) Fr. Tobler. Verlag Julius Springer Berlin 1928, S. 39-71.
- Entstehung, Erkennung und Beurteilung von Rauchschäden. (Red.) E. Haselhoff, G. Bredemann, W. Haselhoff. Verlag Borntraeger Berlin 1932.
- Die Nessel als Faserpflanze. Verlag Neudamm Berlin 1938. - W: Der Forschungsdienst T. 5, 1938, S. 148-161.
- Biochemie und Physiologie des Fluors und der industriellen Fluor-Rauchschäden. Akademie-Verlag Berlin 1951; 2. neubearb. u. erw. Aufl. ebd. 1956.
- Die Große Brennessel Urtica dioica L. - Forschungen über ihren Anbau zur Fasergewinnung. Mit einem Anhang über ihre Nutzung für Arznei- und Futtermittel sowie technische Zwecke von Kurt Garber. Akademie-Verlag Berlin 1959.